# Constantin van Havre
Constantin Charles Marie van Havre (Antwerpen, 7 februari 1794 - aldaar, 29 juni 1855) was een Belgisch liberaal politicus.

## Levensloop
Van Havre was een zoon van Charles van Havre (1767-1814) en van Hélène Vinck (1769-1842). Hij trouwde met Catherine della Faille (1794-1880). In 1714 werd een voorvader, Alexander van Havre, in de adel opgenomen. De vroege dood van Charles maakte dat hij niet, zoals zijn broer Jean van Havre (1764-1844), adelserkenning kon verkrijgen. Het is pas in 1853 dat Constantin erkenning verkreeg in de erfelijke Belgische adel, met een riddertitel, overdraagbaar op al zijn mannelijke nakomelingen. 
In zijn jonge tijd was hij lid van de Antwerpse erewacht van keizer Napoleon Bonaparte. In 1828 was hij kapitein en van 1848 tot aan zijn dood kolonel van de Burgerwacht in Antwerpen. Van 1831 tot 1836 was hij gemeenteraadslid van Antwerpen. In 1851 werd hij liberaal senator voor het arrondissement Antwerpen en vervulde dit mandaat tot in 1854.
Hij was de vader van senator Gustave van Havre en van Adeline van Havre, die trouwde met Clément Cogels.